# Циммерман, Пьер Жозеф Гийом

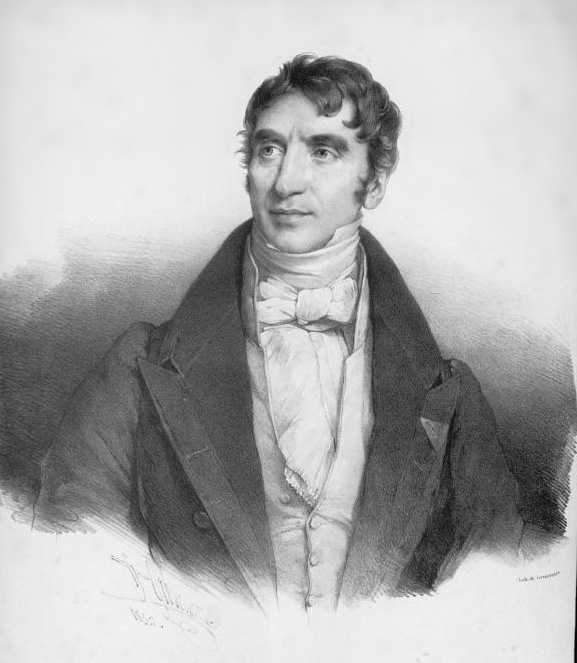
Пьер Жозеф Гийом Циммерман, около 1832, портрет Анри Греведона

Пьер Жозеф Гийом Циммерман (фр. Pierre Joseph Guillaume Zimmermann; 19 марта 1785, Париж, — 29 октября 1853, там же) — французский пианист, композитор, музыкальный педагог.
Окончил Парижскую консерваторию, был учеником Буальдьё и Керубини. В 1811—48 годах преподавал там же по классу фортепиано; среди учеников Циммермана, в частности, были Жорж Бизе, Амбруаз Тома, Луи Лакомб, Виктор Массе, Шарль Валантен Алькан, Сезар Франк, Антуан Мармонтель, Огюст Вольф, Жан Александр Фердинан Пуаз,  Жан-Анри Равина. С 1816 года являлся профессором Парижской консерватории по классу фортепиано, с 1826 по классам фуги и контрапункта. С 1848 по 1853 был главным инспектором по классам фортепиано.
Циммерман составил учебник «Encyclopédie du pianiste compositeur» в трёх томах. Первая из его двух опер L’enlèvement и Nausicaa была поставлена в 1830 году в Париже. Важную роль в музыкальной жизни Парижа сыграл музыкальный салон Циммермана, в котором выступали Ф. Лист, Ф. Шопен, Ш. В. Алькан (в 1839 году прозвучала премьера похоронного марша и финала 7-й симфонии Бетховена ля мажор op.92, в переложении Алькана для 2 фортепиано в 8 рук — в исполнении квартета в составе: Ф. Ф. Шопен, Ш. В. Алькан, А. Гутман и сам Ж. Циммерман, Алькан предлагает повторить данную премьеру в 1845 году, но так и не получает ответа от Шопена), П. Виардо (именно здесь она исполняет полифонический цикл Алькана «Жига и ария для балета» op.24, впервые при жизни композитора), Ж. Л. Дюпре, Ш. Берио, Т. Дёлер, А. Осборн.
Циммерман также автор многих фортепианных сочинений.
Отец скульптора Жульетты Дюбюф и тесть композитора Шарля Гуно.